# Funere
Funere ist ein 2018 initiiertes armenisches Independent-Label. Das Label wurde von Evgeniya „Jane Orpheus“ Abramyan, der Ehefrau von Aleksey Korolyov dem Betreiber von Satanath Records und Musiker der Depressive-Black-Metal-Band Taiga gegründet. Funere ist auf Death Doom und Funeral Doom spezialisiert. Neben internationalen Veröffentlichungen, von Gruppen wie Sinister Downfall oder Ornamentos del Miedo die in Kooperation mit Solitude Productions erschienen, veröffentlicht das Label für die GUS lizenzierte Musik. Zu den populärsten über Funere verlegten Bands zählen Mournful Congregation, Evoken und Descend into Despair. Weitere GUS-lizenzierte Veröffentlichungen vertreibt das Label in Kooperation mit Satanath Records, so Alben von Swallow the Sun und Esoteric.

## Katalog
| Interpret               | Titel                             | Format | Katalognummer | Jahr |
| ----------------------- | --------------------------------- | ------ | ------------- | ---- |
| The Howling Void        | Into Darkness Ever More Prodfound | CD     | FUNERE-13     | 2023 |
| In Loving Memory        | The Withering                     | CD     | FUNERE-12     | 2022 |
| Lethian Dreams          | A Shadow of Memories              | CD     | FUNERE-11     | 2021 |
| My Death belongs to You | The World Seems to Be Fading      | CD     | FUNERE-10     | 2020 |
| Invernoir               | The Void and the Unbearable Loss  | CD     | FUNERE-09     | 2020 |
| Descend into Despair    | Opium                             | CD     | FUNERE-08     | 2020 |
| Sinister Downfall       | A Dark Shining Light              | CD     | FUNERE-07     | 2020 |
| Evadne                  | Dethroned of Our Souls            | CD     | FUNERE-06     | 2019 |
| Vofa                    | Vofa                              | CD     | FUNERE-05     | 2019 |
| Evoken                  | Hypnagogia                        | CD     | FUNERE-04     | 2019 |
| Ornamentos del Miedo    | Este No Es Tu Hogar               | CD     | FUNERE-03     | 2019 |
| Mournful Congregation   | The Book of Kings                 | CD     | FUNERE-02     | 2018 |
| Sinister Downfall       | Eremozoic                         | CD     | FUNERE-01     | 2018 |